# Pakistan Premier League
Pakistan Premier League (PPL) este primul eșalon din sistemul competițional fotbalistic din Pakistan. A înlocuit în anul 2004 Campionatul Național de Fotbal a Pakistanului, competiție înființată în 1948.

## Echipele sezonului 2010
Karachi
- KPT FC: KPT Benazir Sports Complex
- PIA FC: CDGK Stadium
- NBP FC: Korangi Baloch Stadium, Sharafi
- HBL FC: Peoples Sports Complex
- KESC FC: Peoples Sports Complex
- SSGC: KPT Benazir Sports Complex

Lahore
- PEL FC: Model Town Football Academy Ground
- WAPDA F.C.: Garhi Shahu’s Railways Stadium

Faisalabad
- PMC Athletico: Railways Ground

Sahiwal
- Young Blood FC: Rai Ali Nawaz Stadium

Chaman
- Afghan F.C.: Jamal Nasir Stadium
- Baloch Nushki FC: Nushki Stadium

Rawalpindi/Islamabad
- KRL FC : Stadionul Munincipal
- Army FC: Stadionul Munincipal
- Navy FC: Stadionul Munincipal

Peshawar
- PAF FC: Qayyum Stadium

## Foste campioane

### Campionatul Național
| Sezon    | Campioană            | Vice-campioană          |
| -------- | -------------------- | ----------------------- |
| 1948     | Sindh Red            | Sindh Blue              |
| 1950     | Balochistan Red      | Sindh                   |
| 1952     | Punjab               | NWFP                    |
| 1953     | Punjab               | NWFP Blue               |
| 1954     | Punjab Blue          | Pakistan Railways FC    |
| 1955     | Punjab               | NWFP                    |
| 1956     | Balochistan          | Pakistan Railways White |
| 1957     | Punjab               | East Pakistan White     |
| 1958     | Punjab Blue          | Pakistan Railways FC    |
| 1959     | Balochistan          | East Pakistan           |
| 1960     | East Pakistan        | Karachi White           |
| 1961/62  | Dacca                | Karachi Blue            |
| 1962     | Dacca                | Karachi                 |
| 1963     | Karachi              | Pakistan Railways FC    |
| 1964/65  | Karachi              | Pakistan Railways FC    |
| 1966     | Karachi              | Pakistan Railways FC    |
| 1968     | Peshawar             | Lahore                  |
| 1969     | Pakistan Railways FC | Karachi                 |
| 1969/70  | Chittagong           | Peshawar                |
| 1971     | PIA FC               | Karachi                 |
| 1972     | PIA FC               | Peshawar White          |
| 1973     | Karachi Yellow       | Rawalpindi              |
| 1975 (1) | PIA FC               | Punjab A                |
| 1975 (2) | Sindh Red            | Balochistan Red         |
| 1976     | PIA FC               | Pakistan Railways FC    |
| 1978     | PIA FC               | Sindh Red               |
| 1979     | Karachi Red          | PIA FC                  |
| 1980     | Karachi Red          | Pakistan Army FC        |
| 1981     | PIA FC               | Pakistan Air Force      |
| 1982     | HBL FC               | Pakistan Railways FC    |
| 1983     | WAPDA FC             | HBL FC                  |
| 1984     | Pakistan Railways FC | WAPDA FC                |
| 1985     | Quetta               | PIA FC                  |
| 1986     | Pakistan Air Force   | PIA FC                  |
| 1987     | CTM                  | KPT FC                  |
| 1989 (1) | Punjab Red           | Pakistan Railways FC    |
| 1989 (2) | PIA FC               | SGP                     |
| 1990     | Punjab Red           | PIA FC                  |
| 1991     | WAPDA FC             | HBL FC                  |
| 1992/93  | PIA FC               | Pakistan Army FC        |
| 1993/94  | Pakistan Army FC     | WAPDA FC                |
| 1994     | CTM                  | WAPDA FC                |
| 1995     | Pakistan Army FC     | ABL FC                  |
| 1997 (1) | ABL FC               | PIA FC                  |
| 1997 (2) | PIA FC               | ABL FC                  |
| 1999     | ABL FC               | Pakistan Navy FC        |
| 2000     | ABL FC               | HBL FC                  |
| 2001     | WAPDA FC             | KRL FC                  |
| 2003     | WAPDA FC             | Pakistan Army FC        |

### Pakistan Premier League
| Sezon   | Campioane     | Vice-campioane | Locul al treilea |
| ------- | ------------- | -------------- | ---------------- |
| 2004    | WAPDA         | Pakistan Army  | KRL              |
| 2005    | Pakistan Army | WAPDA          | KRL              |
| 2006/07 | Pakistan Army | WAPDA          | KRL              |
| 2007/08 | WAPDA         | Pakistan Army  | KRL              |
| 2008/09 | WAPDA         | Pakistan Army  | KRL              |
| 2009/10 | KRL           | Pakistan Army  | WAPDA            |

### Golgeteri
| An      | Jucător(i)      | Echipă        | Goluri |
| ------- | --------------- | ------------- | ------ |
| 2004    | Arif Mehmood    | WAPDA FC      | 20     |
| 2005    | Imran Hussain   | Pakistan Army | 21     |
| 2006/07 | Arif Mehmood    | WAPDA FC      | 0      |
| 2007/08 | Arif Mehmood    | WAPDA FC      | 21     |
| 2008/09 | Muhammad Rasool | KRL FC        | 22     |
| 2009/10 | Arif Mehmood    | WAPDA FC      | 20     |